# پوتسدام
پوتسدام (به آلمانی: Potsdam) مرکز ایالت براندنبورگ آلمان است.شهر پوتسدام بر کنار رود هافل (Havel) و در جنوب باختری برلین واقع شده‌است. پوتسدام جزئی از منطقه کلان‌شهری برلین/براندبورگ است. این شهر تا سال ۱۹۱۸ محل استقرار پادشاهان پروسی بود.
کنفرانس پوتسدام، در سال آخر جنگ جهانی دوم یعنی سال ۱۹۴۵ میلادی و در شهر پوتسدام با حضور ترومن، استالین و چرچیل تشکیل شد. در همین کنفرانس بود که به ترومن خبر دادند بمب اتمی با موفقیت آزمایش شده که وی نیز تصمیم به استفاده از آن علیه ژاپن گرفت.

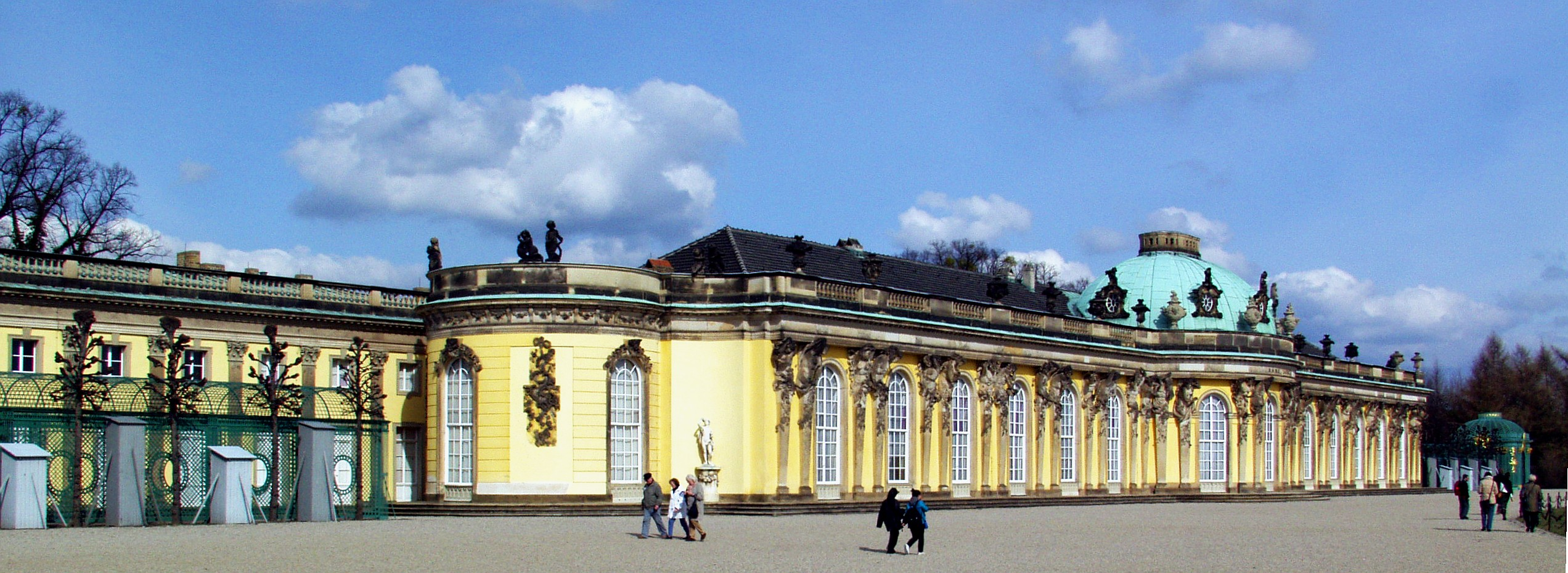
کاخ سانسوسی اقامتگاه تابستانی فریدریش دوم، پادشاه پروس

## نگارخانه

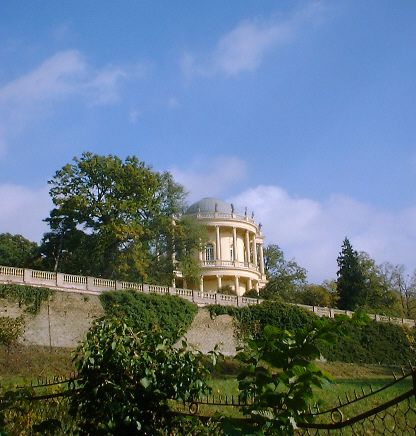
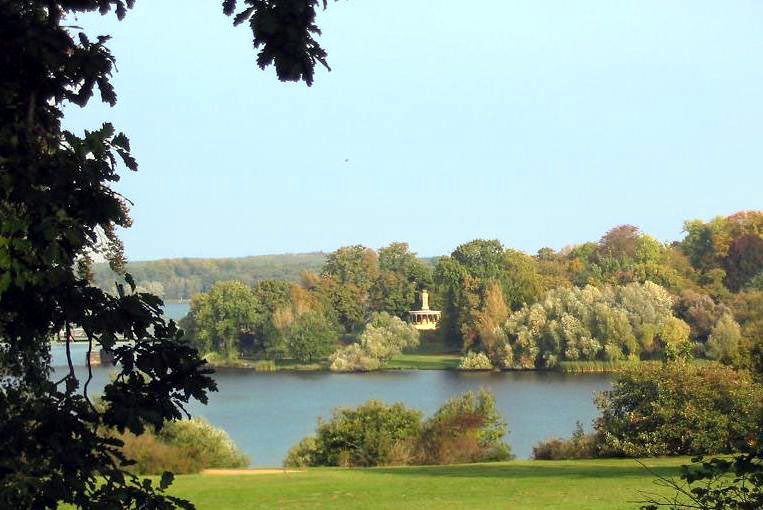
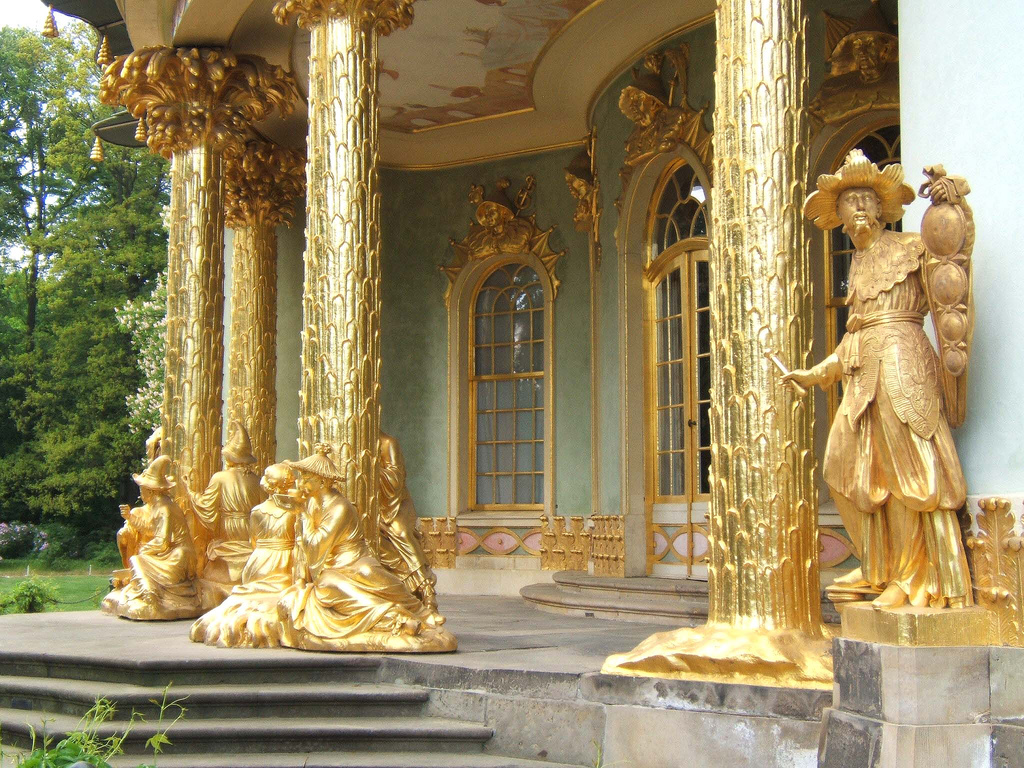